# Montescheno
Montescheno est une commune italienne de moins de 1000 habitants située dans la province du Verbano-Cusio-Ossola dans la région du Piémont.

## Administration
| Période                                  | Période | Identité | Étiquette | Qualité |
| ---------------------------------------- | ------- | -------- | --------- | ------- |
|                                          |         |          |           |         |
| Les données manquantes sont à compléter. |         |          |           |         |

### Hameaux
Barboniga, Cad Mater, Cat Pera, Cresti, Croppo, Ovesco, Progno, Sasso, Selve, Valeggia, Vallemiola, Zonca

### Communes limitrophes
Antrona Schieranco, Bognanco, Domodossola, Seppiana, Viganella, Villadossola